# Langkeukelbeek
De Langkeukelbeek is een door de aanleg van het Albertkanaal gefragmenteerd geraakte beek in Bilzen en Lanaken.

## Rivierloop
Door de aanleg van het Albertkanaal raakte de beek gefragmenteerd. Ten westen van het Albertkanaal, in Eigenbilzen, werd de beek genormaliseerd. De beek wordt er thans uitsluitend gevoed door afwateringswater van de aanpalende akkergronden en overtollig regenwater van de gewestwegen.
Het zuidelijke fragment van de beek ontspringt aan de Scheepveldweg in Eigenbilzen. Ze stroomt dan evenwijdig aan de gemeentegrens tussen Veldwezelt en Eigenbilzen in de richting van de Winkelomstraat, waarna ze haar weg vervolgt in de richting van de bebouwde kom van Eigenbilzen. Na de doortocht door de bebouwde kom mondt de beek vervolgens uit in het Albertkanaal.
Ten noorden van het Albertkanaal wordt het noordelijke fragment van de Langkeukelbeek gevoed door oppervlakkig kwelwater. Ontspringend in Gellik stroomt ze, parallel aan de Boonakkerstraat in de richting van Lanaken. Hierbij passeert ze de Dorpsstraat en stroomt, evenwijdig aan de Kounterstraat en vervolgens het Heilig-Hartcollege aan de achterzijde passerend, richting Pannestraat. Na de Pannestraat gaat het richting Molenweideplein. Tussen de Pannestraat en het Molenweideplein is het oorspronkelijke karakter bewaard gebleven, wat vooral goed te aanschouwen is vanaf het Uilestraatje. Voordat de beek het Molenweideplein bereikt gaat ze ondergronds middels een buizensysteem. Ondergronds passeert ze de Bessemerstraat, vervolgt haar weg via de Broekstraat, de Maastrichterweg en de Europalaan om vervolgens in het Kanaal Briegden-Neerharen uit te monden.
Op de Ferrariskaart is duidelijk te zien dat het traject in die tijd (1778) nog verder stroomde in de richting van Hocht om daarna uit te monden in de Maas.

## Vallei
De vallei van de Langkeukelbeek kan gezien worden als scheidslijn tussen twee bodemtypen. Het deel ten noorden van de vallei bestaat voornamelijk uit zandgronden, terwijl het zuidelijke deel voornamelijk uit zandleem- en leemgronden bestaat.